# Il risveglio della magia
Il risveglio della magia (Waking Sleeping Beauty) è un film documentario statunitense del 2009 diretto dal produttore cinematografico della Disney Don Hahn e prodotto da Hahn e dall'ex esecutivo Disney Peter Schneider. Il film documenta la storia della Walt Disney Feature Animation dalla realizzazione di Red e Toby - Nemiciamici nel 1981 all'uscita de Il re leone nel 1994. Il film tratta l'ascesa e la caduta della divisione d'animazione della Disney, gli effetti che il nuovo team aziendale di Michael Eisner, Frank G. Wells e Jeffrey Katzenberg ebbe sulla divisione, il ruolo fondamentale di Chi ha incastrato Roger Rabbit, l'introduzione del formato home video e il ritrovato successo che lo studio ha avuto con le uscite de La sirenetta, La bella e la bestia, Aladdin e Il re leone tra il 1989 e il 1994, fino alla metà del cosiddetto Rinascimento Disney.
Insolitamente per un film documentario, Il risveglio della magia non utilizza nuove interviste filmate, ma si basa principalmente su interviste d'epoca, video promozionali, filmati in-progress e completi dai film trattati, e video personali girati (spesso contro la politica della società) dai dipendenti dello studio di animazione.
Il film è narrato da Hahn, con nuove interviste audio fatte da alcune delle principali figure dello studio, tra cui i dirigenti Eisner, Katzenberg e Roy E. Disney e gli animatori/registi Mike Gabriel, Rob Minkoff, Roger Allers, Gary Trousdale e Kirk Wise. Il filmati includono i registi Tim Burton, John Lasseter, Don Bluth, Ron Clements, John Musker, Steven Spielberg, Robert Zemeckis, Richard Williams e George Scribner e i musicisti Alan Menken e Howard Ashman, Sir Elton John e Tim Rice. Una parte significativa dei video personali utilizzati ritrae ed è stata girata dall'animatore Disney Randy Cartwright, che viene utilizzato per chiudere il film.
Il risveglio della magia ha debuttato al Telluride Film Festival del 2009, ed è stato proiettato nei festival cinematografici dello Stato prima della sua distribuzione cinematografica limitata il 26 marzo 2010 da parte della Walt Disney Studios Motion Pictures. In Italia, invece, il film si è visto solo in TV, venendo trasmesso il 28 ottobre 2011 su Rai 1.